# Josep Casanovas i Puig
Josep Casanovas i Puig   (Barcelona, 1924 - Barcelona, 29 d'octubre de 1996) fou un compositor i crític. Va estudiar dret, carrera que va exercir professionalment. Va realitzar els seus primers estudis de música al conservatori i va ser deixeble de composició de Cristòfor Taltabull. Amb aquest mestre, al igual que altres col·legues catalans de la mateixa generació com J. Soler o Mestres-Quadreny, va trobar una guia eficaç per a desenvolupar la seva potencialitat de compositor.
El seu gust per la textura contrapuntística és probablement fruit del seu contacte amb Taltabull, que havia sigut deixeble, alhora de Max Reger. Tomás Marco subratlla, a la seva Historia de la música española. Segle XX, que prefereix "el refinament harmònic a la densitat contrapuntistica", paradoxa que es resol valorant el gust per la claredat de textura que, amb procediment i un altre de composició, sempre agrada a Casanovas d'emprar a les seves obres, sense comptar amb la propia evolució i tendencies de les seves creacions al llarg de més de quatre decades d'activitat compositiva.
En els últims anys dels seus començaments com a compositors es va aproximar a les tendències series, que no va seguir de manera sistemàtica, com tampoc ho va fer respecte a les tendències experimentals que, precisament a Barcelona, havia començat a difondre's desde els anys seixanta a través de la Música Abierta, sense que de cap manera pogués ser adscrit a les escoles conservadores i oficials. En els últims anys ha abandonat pràcticament la composició musical, al menys en la seva projecció pública. La seva dedicació professional a l'advocacia no li ha impedit continuar amb una altra de les seves facetes destacables, la del periodisme i la critica musical. Desde el 1960 Casanovas ha col·laborat en nombrosos diaris i revistes sobre temes musicals.